# Petre Iorgulescu-Yor
Petre Iorgulescu-Yor (n. 24 ianuarie 1890, Râmnicu Sărat, Râmnicu-Sărat, România – d. 29 aprilie 1939, Cluj, România) a fost un pictor român. Fiul lui Constantin (prefect , deputat, senator în 1914, 1927) și al Victoriei Iorgulescu (grecoaică prin naștere), nepot al pitarului Petrache Iorgulescu din localitatea Răducești, unde a trăit și a lucrat pictorul Ștefan Popescu. A început cursurile primare la Râmnicu Sărat și a continuat la Pensionul Schewitz-Thierin din București. Încă din copilărie a demonstrat înclinații pentru desen, iar în anul 1909 a expus pentru prima dată o lucrare la Expoziția Agricolă de la Râmnicu Sărat și a realizat diploma care li s-a acordat participanților.
A fost un romantic care nu și-a dus revolta până la capăt, un suflet neliniștit, permanent preocupat de înnoirea mijloacelor de expresie. 
Viața sa cunoaște un traseu agitat, într-un climat de efervescență care nu era numai al epocii, ci și al spiritului său neliniștit.
Absolvent al Facultății de Drept din Iași în anul 1914, a funcționat o scurtă perioadă ca magistrat la Galați (1915), a fost ales și deputat, apoi Iorgulescu se desparte fără regrete de o carieră politică, impusă de familie și se dedică pe deplin artei. În 1919 pleacă la Paris și studiază la Academia Julian, apoi la Academia modernă la clasa profesorilor Othon Friesz și Maurice Denis.

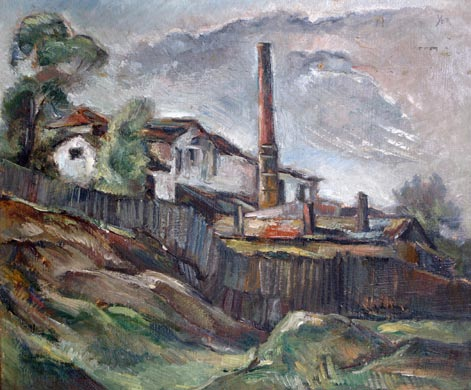
Petre Iorgulescu-Yor: Peisaj industrial

Debutează ca artist la Salonul Oficial francez (1920), unde a organizat prima sa expoziție personală de desene, manifestare elogios primită de presa franceză a vremii. Organizează expoziții personale în țară, cam la intervale de doi ani, participă la saloanele oficiale, în anul 1923, va expune lucrarea Box la cel de-al treilea Salon al Umoriștilor, iar la expoziția de la Ateneu (1929) va expune 53 de lucrări, alături de sculptorul Ion Jalea. Pentru lucrările expuse la Salonul Românesc de la Barcelona, tot în anul 1929 i se va acorda Medalia de Aur  și a devenit membru permanent al juriului saloanelor oficiale.anul 1927, Iorgulescu-Yor a pictat, împreună cu prietenul său, artistul Vasile Popescu, într-un sat de pe malul Siretului, iar în perioada cuprinsă între anii 1928 - 1939, a expus la Salonul Oficial București.
Yor excelează ca peisagist, fiind atras îndeosebi de farmecul Balcicului, de atmosfera medievală a Sighișoarei, de satele transilvănene sau de așezările din sudul țării. A fost  un important colorist al perioadei interbelice, folosind o paletă largă de culori, preferatele sale fiind nuanțele calde, liniștitoare.
Ultimii ani de viață îi sunt marcați de o gravă suferință fizică și psihică care l-a dus spre sinucidere. 
Cu toate acestea artistul a continuat să lucreze cu pasiune, participând cu numai câteva luni înainte de moarte la Salonul oficial.
Conform dorinței sale testamentare, multe dintre obiectele și ustensilele sale, precum și două albume cu decupaje din ziare, fotografii și desene, au ajuns la pictorul Valentin Hoeflich care, în 1981, le-a donat Muzeului din Râmnicu Sărat.
1. ↑  Nicolescu, Valeriu (2023). 1000 de buzoieni pentru România. Vol. 1: A-L. Alpha MDN Buzău. p. 490.
2. ↑  Nicolescu, Valeriu (2023). 1000 de buzoieni pentru România. Vol. 1: A-L. Alpha MDN Buzău. p. 491.
3. ↑  Nicolescu, Valeriu (2023). 1000 de buzoieni pentru România. Vol. 1: A-L. Alpha MDN Buzău. p. 491.